# Amastus gilvus
Amastus gilvus är en fjärilsart som beskrevs av Köhler 1924. Amastus gilvus ingår i släktet Amastus och familjen björnspinnare. Inga underarter finns listade i Catalogue of Life.